# Geophis petersii
Geophis petersii este o specie de șerpi din genul Geophis, familia Colubridae, descrisă de Boulenger 1894. Conform Catalogue of Life specia Geophis petersii nu are subspecii cunoscute.